# Frullania illyrica
Frullania illyrica là một loài Rêu trong họ Jubulaceae. Loài này được Grolle mô tả khoa học đầu tiên năm 1963.